# Pangio malayana
Pangio malayana és una espècie de peix de la família dels cobítids i de l'ordre dels cipriniformes.

## Morfologia
- Els mascles poden assolir 6 cm de llargària total.[3][4]

## Hàbitat
Viu en zones de clima tropical.

## Distribució geogràfica
Es troba a Malàisia i Indonèsia.